# Giro d’Italia 2025/9. Etappe
Die 9. Etappe des Giro d’Italia 2025 fand am 18. Mai 2025 statt. Sie führte die 108. Austragung des italienischen Etappenrennens über fünf Schotter-Sektoren. Der Start erfolgte in Gubbio, ehe die Etappe nach 181 anspruchsvollen Kilometern in Siena, dem Zielort der Strade Bianche, zu Ende ging. Nach der Etappe hatten die Fahrer insgesamt 1446,7 Kilometer zurückgelegt, was 42,01 % der Gesamtdistanz entsprach. Die Organisatoren der Rundfahrt bewerteten die Schwierigkeit der Etappe mit drei von fünf Sternen.
Im Anschluss an die 9. Etappe folgte der zweite Ruhetag.
Den Tagessieg sicherte sich der Belgier Wout van Aert (Team Visma-Lease a Bike), der sich im Finale vor Isaac Del Toro (UAE Team Emirates-XRG) durchsetzte. Giulio Ciccone (Lidl-Trek) führt die erste größere Gruppe als Dritter mit einem Rückstand von 58 Sekunden über die Ziellinie. Der erst 21-jährige Mexikaner Isaac Del Toro übernahm das Rosa Trikot von Diego Ulissi (XDS Astana Team).

## Streckenverlauf
Der neutralisierte Start erfolgte in Gubbio auf dem Piazza dei Quaranta Martiri vor der Chiesa di San Francesco. Vorbei am Parco Archeologico del Teatro Romano di Gubbio ging es im Anschluss auf die Via della Croce, wo das Rennen nach 3,2 Kilometern freigegeben wurde.
Nach dem offiziellen Start führte die Strecke auf flachen Straßen ins westliche Umbertide, ehe es auf der SP146 nach Mercatale ging, wo nach 46,6 Kilometern der erste Zwischensprint erfolgte. Hier zweigten die Fahrer rechts auf die SP35 ab, die zur Bergwertung La Cima (640 m) führte. Dieser Anstieg der 3. Kategorie wurde nach 52,4 Kilometern überquert. Nördlich des Trasimenischen Sees ging es nun weiter in Richtung Westen, wobei Camucia, Foiano della Chiana und Sinalunga durchfahren wurden. In letzterer Gemeinde erfolgte nach 91,6 Kilometern der zweite Zwischensprint. Nun erreichten die Fahrer die Hügel der Toskana und gelangten über Trequanda, Montisi und San Giovanni d’Asso zum ersten Schotter-Sektor. Der erste unbefestigte Abschnitt trug den Namen Pieve a Salti und war acht Kilometer lang. Er wurde bei Kilometer 113 erreicht und verlief großteils abschüssig, wobei er auch eine kurze Zwischensteigung beinhaltete. Nahe Buonconvento kehrten die Fahrer auf asphaltierte Straßen zurück, ehe es kurz darauf bei Kilometer 126,9 in den Sektor Serravalle ging. Dieser war 9,3 Kilometer lang und verlief nach einer anfänglichen Welle großteils auf flachen Straßen. Bei Lucignano d’Arbia verließen die Fahrer die unbefestigten Straßen, ehe sie wenig später bei Monteroni d’Arbia den dritten Schotterabschnitt in Angriff nahmen. Dieser begann bei Kilometer 138 und führte über 9,3 Kilometer großteils bergauf durch San Martino in Grania. Nach 147,1 Kilometern wurde an der Kreuzung mit der SP438 nahe Vescona eine Bergwertung der 4. Kategorie abgenommen. Der Anstieg trug ebenso wie der Sektor den Namen San Martino in Grania (338 m), wobei die letzten Meter über vier steile Kehren zum höchsten Punkt führten. Nach einer kurzen flachen Abfahrt erreichten die Fahrer Arbia, ehe es nach Montaperti zum vierten Sektor ging. Während die ersten drei Schotterabschnitte über große Distanzen führten, stellten die letzten beiden Passagen kurze unbefestigte Anstiege dar. So war der Sektor von Montaperti zwar nur 600 Meter lang, beinhaltete jedoch Rampen von bis zu 15 %. Er wurde rund 21 Kilometer vor dem Ziel verlassen, ehe es zum finalen Sektor, dem Colle Pinzuto, ging. Dieser wurde 16,3 Kilometer vor dem Ziel erreicht und führte über 2,3 ansteigende Kilometer, wobei im unteren Abschnitt maximale Steigungsprozente von mehr als 15 % absolviert werden mussten. Am Ende des Sektors wurde der Red Bull-Kilometer 14,1 Kilometer vor dem Ziel ausgefahren. Die letzten Kilometer führten von Monteliscai nach Siena, wo sich der Zielstrich am Ende einer Schlusssteigung auf dem Piazza del Campo befand. Die Auffahrt erfolgte dabei über die Via Fontebranda, die maximale Steigungsprozente von 16 % aufwies und auf den letzten 800 Metern gepflastert war.
|                            | Ort/Name                             | Kilometer | Länge (km) | Höhe (m) | Ø Steigung | max. Steigung |
| -------------------------- | ------------------------------------ | --------- | ---------- | -------- | ---------- | ------------- |
| neutralisierter Start      | Gubbio (Piazza dei Quaranta Martiri) | −3,2      |            |          |            |               |
| offizieller Start          | Gubbio (Via della Croce)             | 0         |            |          |            |               |
| Zwischensprint             | Mercatale                            | 46,6      |            |          |            |               |
| Bergwertung (3. Kategorie) | La Cima                              | 52,4      | 4,2        | 640      | 7,6 %      | unbekannt     |
| Zwischensprint             | Sinalunga                            | 91,6      |            |          |            |               |
| 1. Sektor                  | Pieve a Salti                        | 113       | 8          |          |            |               |
| 2. Sektor                  | Serravalle                           | 126,9     | 9,3        |          |            |               |
| 3. Sektor                  | San Martino in Grania                | 137,3     | 9,3        |          |            |               |
| Bergwertung (4. Kategorie) | San Martino in Grania                | 147,0     | 1          | 338      | 7 %        | unbekannt     |
| 4. Sektor                  | Montaperti                           | 159,3     | 0,6        |          |            |               |
| 5. Sektor                  | Colle Pinzuto                        | 166,9     | 2,4        |          |            |               |
| Red Bull-Kilometer         | Colle Pinzuto                        | 166,9     |            |          |            |               |
| Ziel                       | Siena                                | 181       |            |          |            |               |

## Rennverlauf
Mit Koen Bouwman (Jayco AlUla) ging ein Fahrer nicht an den Start der 9. Etappe. In der frühen Rennphase setzten sich mit Quinten Hermans, Kaden Groves (beide Alpecin-Deceuninck), Milan Fretin (Cofidis), Dries De Bondt (Decathlon AG2R La Mondiale), Taco van der Hoorn (Intermarché-Wanty) und Luke Lamperti (Soudal Quick-Step) sechs Fahrer vom Hauptfeld ab. Die Gruppe fuhr einen maximalen Vorsprung von rund drei Minuten heraus, während die Mannschaften XDS Astana und Q36.5 die Tempoarbeit im Peloton gestalteten. Bei den beiden Zwischensprints setzte sich Dries De Bondt durch, wobei sich Taco van der Hoorn, Quinten Hermans (jeweils 9 Punkte), Milan Fretin (8 Punkte), Kaden Groves (5 Punkte) und Luke Lamperti (3 Punkte) restlichen Punkte sicherten. Bei der Bergwertung von „La Cima“ setzte sich Quinten Hermans vor Taco van der Hoorn, Dries De Bondt und Milan Fretin durch.
Nach etwas mehr als 100 Kilometern erreichten die Fahrer die erste Schotterpassage, wobei der Vorsprung der Ausreißer auf weniger als zwei Minuten geschrumpft war. Bereits auf dem ersten Sektor, dem Pieve a Salti, fielen der gesamtführende Diego Ulissi und sein Teamkollege Lorenzo Fortunato (beide XDS Astana) zurück, während die Mannschaften Ineos Grenadiers, Lidl-Trek und Visma-Lease a Bike das Tempo forcierten. Weiters zerfiel die Fluchtgruppe und mit Quinten Hermans und Kaden Groves verblieben nur noch zwei Fahrer an der Spitze des Rennens. Auf dem zweiten Sektor kam es zu mehreren Stürzen. Zunächst kam Michael Storer (Tudor) zu Fall, ehe auch Juan Ayuso, Brandon McNulty (beide UAE Team Emirates-XRG), Primož Roglič (Red Bull-Bora-hansgrohe) und Thomas Pidcock (Q36.5) stürzten. Zugleich forcierte Isaac Del Toro (UAE Team Emirates-XRG) das Tempo und setzte sich gemeinsam mit Egan Bernal, Thymen Arensman, Brandon Rivera (alle Ineos Grenadiers) und Wout van Aert (Visma-Lease a Bike) von den restlichen Favoriten ab. Gemeinsam schlossen sie zu den beiden Führenden auf, womit sich nun sieben Fahrer an der Spitze des Rennens befanden.
Nach dem zweiten Sektor formierten sich mehrere Gruppen. Hinter der sieben Fahrer umfassenden Spitzengruppe folgte die erste Verfolgergruppe mit einem Rückstand von rund 30 Sekunden. In dieser waren neben Juan Ayuso auch Antonio Tiberi (Bahrain Victorious), Simon Yates (Visma-Lease a Bike), Richard Carapaz (EF Education-EasyPost), Giulio Ciccone (Lidl-Trek), Adam Yates (UAE Team Emirates-XRG) und Chris Harper (Jayco AlUla) vertreten. Weitere 30 Sekunden dahinter fuhren Primož Roglič, Thomas Pidcock und Derek Gee (Israel-Premier Tech), die nach technischen Defekten noch weiter zurückgefallen waren.
Auf dem dritten Sektor (San Martino in Grania) zerfiel die Spitzengruppe und es verblieben mit Isaac Del Toro, Egan Bernal, Brandon Rivera und Wout van Aert nur vier Fahrer an der Spitze des Rennens. Bei der Bergwertung am Ende des Sektors sicherte sich Egan Bernal vor Wout van Aert und Isaac Del Toro die meisten Punkte. Dahinter hatten sich Chris Harper und Mathias Vacek (Lidl-Trek) von der ersten Verfolgergruppe gelöst, wobei letzterer als Solist die Lücke zu der Spitzengruppe 23 Kilometer vor dem Ziel schloss. Thymen Arensman war unterdessen aufgrund eines Defekts in die Gruppe um Juan Ayuso zurückgefallen, die nun bereits eine Minute zurücklag. Die Gruppe um Primoz Roglic wies bereits einen Rückstand von eineinhalb Minuten auf.
In den abschließenden Sektoren des Montaperti und Colle Pinzuto forcierte Isaac Del Toro zweimal das Tempo und setzte sich auf dem letzten Sektor gemeinsam mit Wout van Aert von seinen restlichen Fluchtgefährten ab. Weiters setzte er sich beim Red Bull-Kilometer durch und holte so sechs Bonussekunden. Hinter Wout van Aert ließ sich Egan Beral als Dritter ebenfalls zwei Sekunden gutschreiben. Auf den letzten 14 Kilometern leistete Isaac Del Toro den Großteil der Führungsarbeit und führte auch über die Kuppe, der steilen Auffahrt, die die Fahrer nach Siena leitete. Kurz darauf wurde er jedoch in einer Linkskurve von Wout van Aert überholt, der die Führung auf den letzten technisch anspruchsvollen Metern nicht mehr abgab und so seinen ersten Etappensieg beim Giro d’Italia feierte. Zudem hatte er nun bei jeder Grand Tour mindestens einen Abschnitt für sich entscheiden können. Mit einem Rückstand von 58 Sekunden führte Giulio Ciccone die erste Verfolgergruppe über den Zielstrich, wobei zwischen den Fahrern kleine Lücken aufgingen. Egan Bernal, der im Finale von der Spitzengruppe distanziert worden war, beendete die Etappe auf dem neunten Rang. Die zweite Verfolgergruppe um Primož Roglič wies einen Rückstand von mehr als zwei Minuten auf, wobei der Slowene als 19. zwei Minuten und 22 Sekunden verlor. Noch mehr Zeit verloren Max Poole (Picnic PostNL), Diego Ulissi und Lorenzo Fortunato, die mehr als fünf Minuten einbüßten.
Mit seinem zweiten Etappenrang übernahm Isaac Del Toro die Maglia Rosa, wobei der 21-jährige zugleich auch die Nachwuchswertung anführte. Sein Vorsprung auf den Gesamtzweiten Juan Ayuso betrug nun eine Minute und 13 Sekunden, während Antonio Tiberi als Gesamtdritter einen Rückstand von eineinhalb Minuten aufwies. Dahinter folgten nun Richard Carapaz, Giulio Ciccone und Simon Yates, die jeweils nur durch eine Sekunde getrennt waren. Egan Bernal rückte auf den siebten Gesamtrang vor, gefolgt von Brandon McNulty, Adam Yates und Primož Roglič, der bereits zwei Minuten und 25 Sekunden zurücklag. Diego Ulissi, Lorenzo Fortunato und Max Poole hingegeben wurden aus den Top 10 der Gesamtwertung verdrängt. In der Punkte- und Bergwertung kam es zu keinen nennenswerten Veränderungen, wobei Mads Pedersen und Lorenzo Fortunato ihre Führungen verteidigten. In der Mannschaftswertung blieb das UAE Team Emirates-XRG an der Spitze. Neben dem nicht gestarteten Koen Bouwman gab auch Andrea Pasqualon (Bahrain Victorious) das Renne auf, womit noch 171 Fahrer im Rennen verblieben. Quinten Hermans wurde zum aktivsten Fahrer gewählt.

## Ergebnis
| \| Etappenergebnis \| Etappenergebnis \| Etappenergebnis \| Etappenergebnis \| Etappenergebnis \| \| Fahrer \| Fahrer \| Land \| Team \| Zeit \| \| --------------- \| --------------- \| ---------------------- \| -------------------------- \| --------------- \| \| 1. \| Wout van Aert \| Belgien \| Team Visma \\| Lease a Bike \| 4 h 15 min 08 s \| \| 2. \| Isaac Del Toro \| Mexiko \| UAE Team Emirates XRG \| + 0 s \| \| 3. \| Giulio Ciccone \| Italien \| Lidl-Trek \| + 58 s \| \| 4. \| Richard Carapaz \| Ecuador \| EF Education-EasyPost \| + 58 s \| \| 5. \| Simon Yates \| Vereinigtes Königreich \| Team Visma \\| Lease a Bike \| + 1 min 00 s \| \| 6. \| Antonio Tiberi \| Italien \| Bahrain Victorious \| + 1 min 00 s \| \| 7. \| Juan Ayuso \| Spanien \| UAE Team Emirates XRG \| + 1 min 07 s \| \| 8. \| Thymen Arensman \| Niederlande \| Ineos Grenadiers \| + 1 min 10 s \| \| 9. \| Egan Bernal \| Kolumbien \| Ineos Grenadiers \| + 1 min 10 s \| \| 10. \| Adam Yates \| Vereinigtes Königreich \| UAE Team Emirates XRG \| + 1 min 10 s \| |                 |                        |                            |                 |
| |                 |                        |                            |                 |
| Quelle: ProCyclingStats |                 |                        |                            |                 |
| Etappenergebnis |                 |                        |                            |                 |
| Fahrer | Fahrer          | Land                   | Team                       | Zeit            |
| 1. | Wout van Aert   | Belgien                | Team Visma \| Lease a Bike | 4 h 15 min 08 s |
| 2. | Isaac Del Toro  | Mexiko                 | UAE Team Emirates XRG      | + 0 s           |
| 3. | Giulio Ciccone  | Italien                | Lidl-Trek                  | + 58 s          |
| 4. | Richard Carapaz | Ecuador                | EF Education-EasyPost      | + 58 s          |
| 5. | Simon Yates     | Vereinigtes Königreich | Team Visma \| Lease a Bike | + 1 min 00 s    |
| 6. | Antonio Tiberi  | Italien                | Bahrain Victorious         | + 1 min 00 s    |
| 7. | Juan Ayuso      | Spanien                | UAE Team Emirates XRG      | + 1 min 07 s    |
| 8. | Thymen Arensman | Niederlande            | Ineos Grenadiers           | + 1 min 10 s    |
| 9. | Egan Bernal     | Kolumbien              | Ineos Grenadiers           | + 1 min 10 s    |
| 10. | Adam Yates      | Vereinigtes Königreich | UAE Team Emirates XRG      | + 1 min 10 s    |

## Gesamtstände
| \| Gesamtwertung \| Gesamtwertung \| Gesamtwertung \| Gesamtwertung \| Gesamtwertung \| \| Fahrer \| Fahrer \| Land \| Team \| Zeit \| \| ------------- \| --------------- \| ---------------------- \| -------------------------- \| ---------------- \| \| 1. \| Isaac Del Toro \| Mexiko \| UAE Team Emirates XRG \| 33 h 36 min 45 s \| \| 2. \| Juan Ayuso \| Spanien \| UAE Team Emirates XRG \| + 1 min 13 s \| \| 3. \| Antonio Tiberi \| Italien \| Bahrain Victorious \| + 1 min 30 s \| \| 4. \| Richard Carapaz \| Ecuador \| EF Education-EasyPost \| + 1 min 40 s \| \| 5. \| Giulio Ciccone \| Italien \| Lidl-Trek \| + 1 min 41 s \| \| 6. \| Simon Yates \| Vereinigtes Königreich \| Team Visma \\| Lease a Bike \| + 1 min 42 s \| \| 7. \| Egan Bernal \| Kolumbien \| Ineos Grenadiers \| + 1 min 57 s \| \| 8. \| Brandon McNulty \| Vereinigte Staaten \| UAE Team Emirates XRG \| + 1 min 59 s \| \| 9. \| Adam Yates \| Vereinigtes Königreich \| UAE Team Emirates XRG \| + 2 min 01 s \| \| 10. \| Primož Roglič \| Slowenien \| Red Bull-Bora-Hansgrohe \| + 2 min 05 s \| |                 |                        |                            |                  |
| |                 |                        |                            |                  |
| Quelle: ProCyclingStats |                 |                        |                            |                  |
| Gesamtwertung |                 |                        |                            |                  |
| Fahrer | Fahrer          | Land                   | Team                       | Zeit             |
| 1. | Isaac Del Toro  | Mexiko                 | UAE Team Emirates XRG      | 33 h 36 min 45 s |
| 2. | Juan Ayuso      | Spanien                | UAE Team Emirates XRG      | + 1 min 13 s     |
| 3. | Antonio Tiberi  | Italien                | Bahrain Victorious         | + 1 min 30 s     |
| 4. | Richard Carapaz | Ecuador                | EF Education-EasyPost      | + 1 min 40 s     |
| 5. | Giulio Ciccone  | Italien                | Lidl-Trek                  | + 1 min 41 s     |
| 6. | Simon Yates     | Vereinigtes Königreich | Team Visma \| Lease a Bike | + 1 min 42 s     |
| 7. | Egan Bernal     | Kolumbien              | Ineos Grenadiers           | + 1 min 57 s     |
| 8. | Brandon McNulty | Vereinigte Staaten     | UAE Team Emirates XRG      | + 1 min 59 s     |
| 9. | Adam Yates      | Vereinigtes Königreich | UAE Team Emirates XRG      | + 2 min 01 s     |
| 10. | Primož Roglič   | Slowenien              | Red Bull-Bora-Hansgrohe    | + 2 min 05 s     |

| Punktewertung | Punktewertung      | Punktewertung          | Punktewertung              | Punktewertung |
| Fahrer        | Fahrer             | Land                   | Team                       | Punkte        |
| ------------- | ------------------ | ---------------------- | -------------------------- | ------------- |
| 1.            | Mads Pedersen      | Dänemark               | Lidl-Trek                  | 153 P.        |
| 2.            | Alessandro Tonelli | Italien                | Team Polti VisitMalta      | 59 P.         |
| 3.            | Olav Kooij         | Niederlande            | Team Visma \| Lease a Bike | 55 P.         |
| 4.            | Casper van Uden    | Niederlande            | Team Picnic-PostNL         | 50 P.         |
| 5.            | Wout van Aert      | Belgien                | Team Visma \| Lease a Bike | 43 P.         |
| 6.            | Orluis Aular       | Venezuela              | Movistar Team              | 42 P.         |
| 7.            | Edoardo Zambanini  | Italien                | Bahrain Victorious         | 41 P.         |
| 8.            | Isaac Del Toro     | Mexiko                 | UAE Team Emirates XRG      | 36 P.         |
| 9.            | Taco van der Hoorn | Niederlande            | Intermarché-Wanty          | 34 P.         |
| 10.           | Thomas Pidcock     | Vereinigtes Königreich | Q36.5 Pro Cycling Team     | 31 P.         |

| Bergwertung | Bergwertung        | Bergwertung            | Bergwertung                   | Bergwertung |
| Fahrer      | Fahrer             | Land                   | Team                          | Punkte      |
| ----------- | ------------------ | ---------------------- | ----------------------------- | ----------- |
| 1.          | Lorenzo Fortunato  | Italien                | XDS Astana Team               | 98 P.       |
| 2.          | Juan Ayuso         | Spanien                | UAE Team Emirates XRG         | 50 P.       |
| 3.          | Paul Double        | Vereinigtes Königreich | Team Jayco AlUla              | 36 P.       |
| 4.          | Manuele Tarozzi    | Italien                | VF Group-Bardiani CSF-Faizanè | 32 P.       |
| 5.          | Isaac Del Toro     | Mexiko                 | UAE Team Emirates XRG         | 25 P.       |
| 6.          | Egan Bernal        | Kolumbien              | Ineos Grenadiers              | 19 P.       |
| 6.          | Sylvain Moniquet   | Belgien                | Cofidis                       | 22 P.       |
| 7.          | Romain Bardet      | Frankreich             | Team Picnic-PostNL            | 18 P.       |
| 8.          | Taco van der Hoorn | Niederlande            | Intermarché-Wanty             | 18 P.       |
| 9.          | Diego Ulissi       | Italien                | XDS Astana Team               | 17 P.       |
| 10.         | Alessandro Tonelli | Italien                | Team Polti VisitMalta         | 16 P.       |

| Nachwuchswertung | Nachwuchswertung        | Nachwuchswertung       | Nachwuchswertung        | Nachwuchswertung |
| Fahrer           | Fahrer                  | Land                   | Team                    | Zeit             |
| ---------------- | ----------------------- | ---------------------- | ----------------------- | ---------------- |
| 1.               | Isaac Del Toro          | Mexiko                 | UAE Team Emirates XRG   | 33 h 36 min 45 s |
| 2.               | Juan Ayuso              | Spanien                | UAE Team Emirates XRG   | + 1 min 13 s     |
| 3.               | Antonio Tiberi          | Italien                | Bahrain Victorious      | + 1 min 30 s     |
| 4.               | Mathias Vacek           | Tschechien             | Lidl-Trek               | + 3 min 23 s     |
| 5.               | Giulio Pellizzari       | Italien                | Red Bull-Bora-Hansgrohe | + 3 min 43 s     |
| 6.               | Davide Piganzoli        | Italien                | Team Polti VisitMalta   | + 3 min 46 s     |
| 7.               | Max Poole               | Vereinigtes Königreich | Team Picnic-PostNL      | + 5 min 35 s     |
| 8.               | Martin Tjøtta           | Norwegen               | Arkéa-B&B Hotels        | + 9 min 46 s     |
| 9.               | Embret Svestad-Bårdseng | Norwegen               | Arkéa-B&B Hotels        | + 11 min 11 s    |
| 10.              | Edoardo Zambanini       | Italien                | Bahrain Victorious      | + 13 min 34 s    |

| Mannschaftswertung | Mannschaftswertung         | Mannschaftswertung           | Mannschaftswertung |
| Team               | Team                       | Land                         | Zeit               |
| ------------------ | -------------------------- | ---------------------------- | ------------------ |
| 1.                 | UAE Team Emirates XRG      | Vereinigte Arabische Emirate | 100 h 49 min 54 s  |
| 2.                 | Lidl-Trek                  | Vereinigte Staaten           | + 12 min 15 s      |
| 3.                 | Team Visma \| Lease a Bike | Niederlande                  | + 12 min 49 s      |
| 4.                 | Ineos Grenadiers           | Vereinigtes Königreich       | + 15 min 37 s      |
| 5.                 | XDS Astana Team            | Kasachstan                   | + 16 min 09 s      |
| 6.                 | Bahrain-Victorious         | Bahrain                      | + 16 min 37 s      |
| 7.                 | Red Bull-BORA-hansgrohe    | Deutschland                  | + 19 min 34 s      |
| 8.                 | Team Jayco AlUla           | Australien                   | + 21 min 06 s      |
| 9.                 | Movistar Team              | Spanien                      | + 26 min 23 s      |
| 10.                | EF Education-EasyPost      | Vereinigte Staaten           | + 26 min 48 s      |

## Ausgeschiedene Fahrer
- Koen Bouwman (Team Jayco AlUla): wegen Krankheit nicht gestartet.[4][5]
- Andrea Pasqualon (Bahrain Victorious): wegen Schlüsselbeinbruch, den er sich bei einem Sturz zuzog, während der Etappe aufgegeben.[4]